# Língua bokar
Bokar ou Bokar-Ramo-Pailibo (AFI: [bɔk˭ar ɡɔm]; pinyin: Bogar Luoba) é uma língua Tani falada pelo povo Lhoba do distrito Siang Ocidental de Arunachal Pradesh, Índia (conf. Megu 1990) e e no condado Mainling do Tibete, China (conf. Ouyang 1985).

## Dialetos
- Ramo – falado na subdivisão Mechukha e no círculo Monigong (conf. Badu 2004).
- Pailibo (Libo) – falado por 1.200 pessoas nas vilas Tato Charu, Payum, Tagur, Tado-Gitu, Irgo, Yapik (conf. Badu 1994).

## Escrita
O Bokar é escrito como o alfabeto latino na Índia e com o alfabeto tibetano na China. 